# Américo Militão de Freitas Guimarães
Américo Militão de Freitas Guimarães (Quixeramobim, 10 de março de 1825 — Fortaleza, 28 de setembro de 1896) foi magistrado e político brasileiro. Foi presidente da província do Ceará, de 26 de maio a 10 de julho de 1889, por ocasião da morte de Caio Prado.

## Biografia
Nasceu em Quixeramobim, município do centro cearense, tendo sido seus pais Manuel Procópio de Freitas Guimarães (1º presidente da vila emancipada de Maria Pereira, futura Mombaça) e Delfina Francisca Guimarães. Formado em Direito pela Academia de Olinda, a 14 de novembro de 1853, foi em fevereiro do ano seguinte nomeado lente de Francês do Seminário Diocesano do Recife, a convite do bispo D. João da Purificação, de quem era amigo e protegido.
Em 6 de junho de 1854, foi nomeado promotor público de Quixeramobim e, por decreto de 15 de fevereiro de 1856, juiz municipal de Granja e Viçosa, sendo nesse mesmo ano eleito deputado provincial para o biênio de 1856-57. Como deputado, foi seu primeiro ato elevar Quixeramobim à categoria de cidade.
Por decreto de 29 de setembro de 1859, foi nomeado juiz de direito do Jardim e Milagres, e pelo de 8 de agosto de 1868, chefe de polícia (correspondente ao atual cargo de secretário de segurança) da província de Sergipe. Deixando este cargo a 23 de outubro de 1869, foi-lhe designada a comarca do Icó, de onde teve remoção, a 13 de dezembro de 1873, para a de Maranguape.
Foi nomeado desembargador da Relação de Goiás, por decreto de 12 de outubro de 1879, e, ficando essa nomeação sem efeito, foi despachado por dec. de 25 de abril de 1880 para a de Cuiabá e, mais tarde, para a do Ceará, por dec. de 27 de novembro do mesmo ano.
Em 26 de maio de 1889 assumiu, como vice-presidente, o governo da província, por morte do então presidente Caio Prado, até 10 de julho, quando a entregou ao presidente nomeado, senador Henrique Francisco d'Ávila. Por decreto de 21 de fevereiro de 1891, foi aposentado com todos os seus vencimentos no lugar de desembargador da Relação do Ceará.
Faleceu à um hora e meia da madrugada de 28 de setembro de 1896, em Fortaleza, vítima de intoxicação urêmica, deixando de seu casamento com Helena Cláudio de Freitas Guimarães vários filhos, dentre os quais, o padre João Epifânio de Freitas Guimarães (7 de maio de 1875 - 3 de junho de 1945), vigário de Pedra Branca.